# Maytenus canariensis
Maytenus canariensis là một loài thực vật thuộc họ Celastraceae. Đây là loài đặc hữu của Tây Ban Nha.

## Hình ảnh

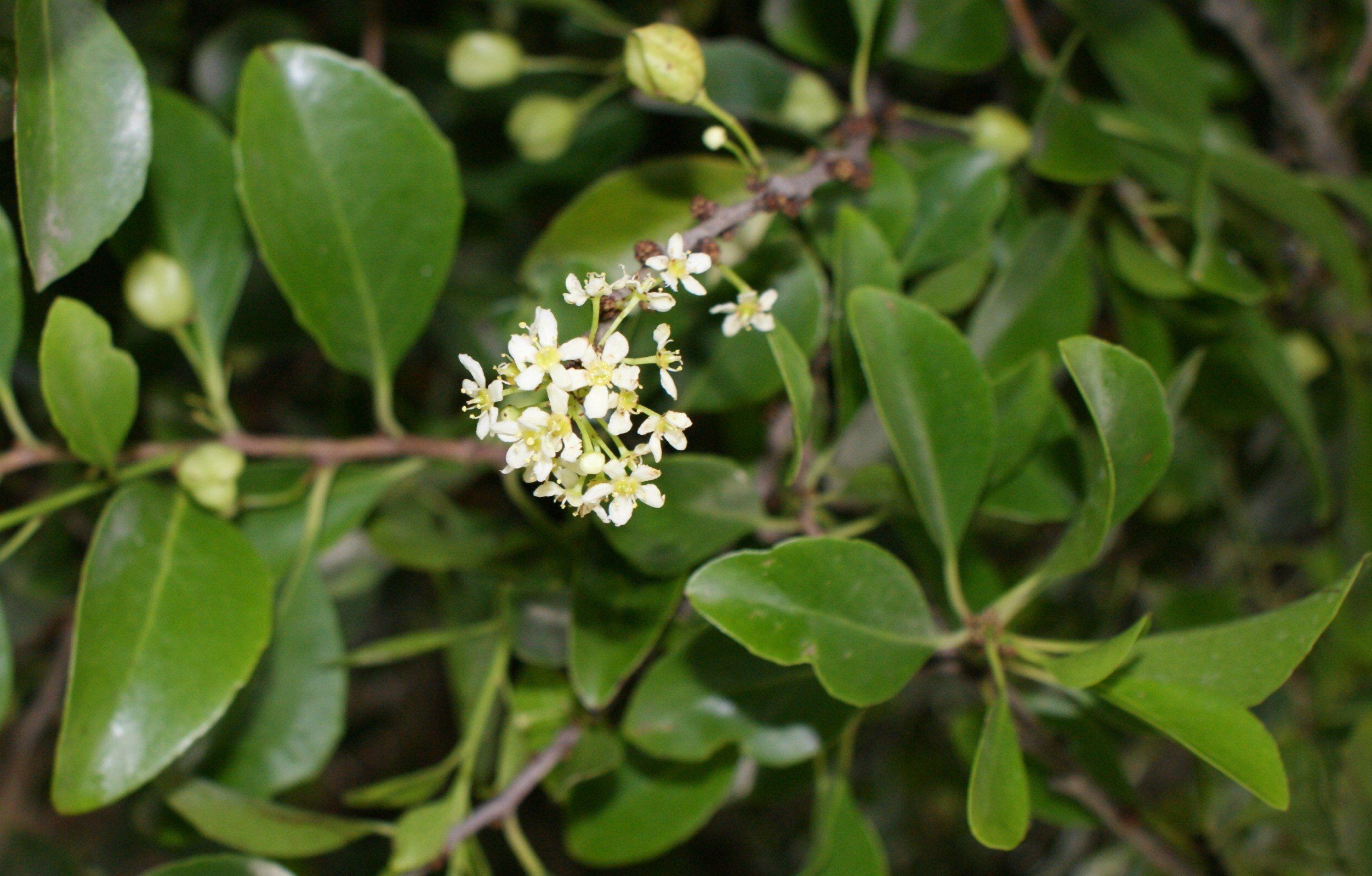
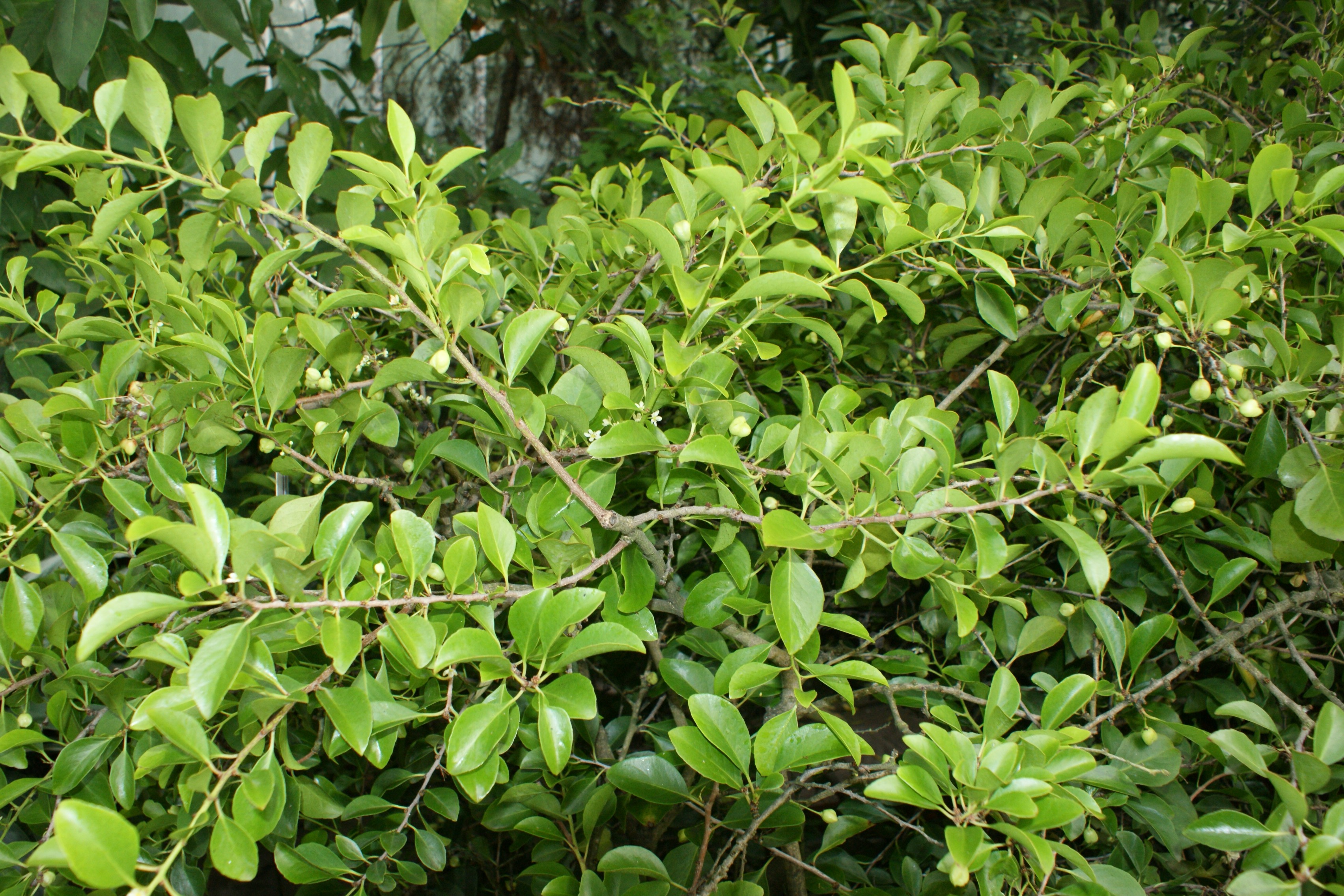